# 下洼镇 (敖汉旗)
下洼镇，是中华人民共和国内蒙古自治区赤峰市敖汉旗下辖的一个乡镇级行政单位。

## 行政区划
下洼镇下辖以下地区：
下洼村、河西村、草原村、丰源村、万增号村、八旗村、高力板村、朱家窝铺村、贺也村、古鲁板蒿村、敖音勿苏村和广兴太村。